# Скорняков Юрій Валентинович
Скорняків Юрій Валентинович (16 січня 1886, Полтава — ?) — український військовий діяч, сотник Армії УНР.

## Життєпис
Юрій Скорняків народився 16 січня 1886 року в Полтаві. Походив зі спадкових дворян Полтавської губернії. Народився у Полтаві. Закінчив Петровський Полтавський кадетський корпус, Костянтинівське артилерійське училище. Після закінчення училища у 1907 році вийшов підпоручиком до 2-ї артилерійської бригади (м. Біла, Польща). У 1913 р. вступив до Імператорської Миколаївської військової академії, де прослухав один курс. З 17 липня 1914 р. — старший ад'ютант штабу 60-ї піхотної дивізії. У 1917 р. закінчив старший та додатковий прискорені курси Військової академії Генерального штабу, згодом — помічник начальника оперативного відділу штабу 28-го армійського корпусу. Останнє звання у російській армії — капітан.
З 1 квітня 1918 р. перебував на обліку в Генеральному штабі УНР. З 14 червня 1918 р. — старший осавул штабу 2-го Подільського корпусу Армії Української Держави. З 20 листопада 1918 р. — начальник оперативної частини штабу військ Директорії. З 28 грудня 1918 р. — булавний старшина оперативного відділу штабу Дієвої армії УНР. З 1 лютого 1919 р. — помічник начальника оперативної частини штабу Дієвої армії УНР. 23 листопада 1919 р. був інтернований польською владою у таборі Ланцут. З 1 квітня 1920 р. — начальник 1-го відділу організаційної управи Генерального штабу УНР. 3 3 листопада 1920 р. — начальник відділу комплектування військ Генерального штабу УНР. З 12 квітня 1921 р. — в. о. начальника особистого відділу старшин Генерального штабу УНР. З серпня 1921 р. — начальник оперативного відділу Партизанського-Повстанського штабу Юрія Тютюнника. 19 грудня 1922 р. звертався до Генерального штабу УНР з проханням про підвищення до звання підполковника, на що мав усі законні підстави, однак з незрозумілих причин йому було відмовлено. Подальша доля невідома.